# 1061
Năm 1061  trong lịch Julius.